# Friedmanniomyces endolithicus
Friedmanniomyces endolithicus är en svampart som beskrevs av Onofri 1999. Friedmanniomyces endolithicus ingår i släktet Friedmanniomyces, ordningen Capnodiales, klassen Dothideomycetes, divisionen sporsäcksvampar och riket svampar.   Inga underarter finns listade i Catalogue of Life.